# Неслухи
Неслухи (пол. Niesłuchy) — село в Польщі, у гміні Сонськ Цехановського повіту Мазовецького воєводства.
Населення — 78 осіб (2011).
У 1975-1998 роках село належало до Цехановського воєводства.

## Демографія
Демографічна структура станом на 31 березня 2011 року:
|          | Загалом | Допрацездатний вік | Працездатний вік | Постпрацездатний вік |
| -------- | ------- | ------------------ | ---------------- | -------------------- |
| Чоловіки | 38      | 9                  | 22               | 7                    |
| Жінки    | 40      | 9                  | 20               | 11                   |
| Разом    | 78      | 18                 | 42               | 18                   |